# Empress of Japan (schip, 1930)

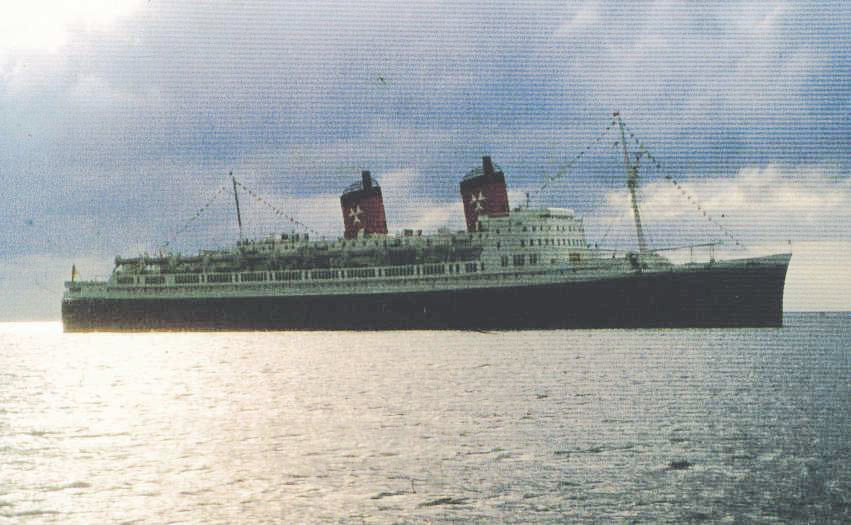
TS Hanseatic

De  RMS Empress of Japan (later ook SS Empress of Scotland en  SS Hanseatic) was een Canadees en later Duits passagiersschip.
De Empress of Japan was het snelste trans-Atlantisch schip in zijn tijd en kreeg het voorvoegsel RMS omdat het eveneens ingeschakeld werd voor posttransport. Ze voer op de lijn Vancouver - Japan met stops in Yokohama en Kobe, maar ook Shanghai en Hongkong.
Door het uitbreken van de Tweede Wereldoorlog werd het schip ingezet voor troepentransport en na de aanval op Pearl Harbor herdoopt tot SS Empress of Scotland.
Na de oorlog werd het schip opnieuw gebruikt als passagiersschip maar op de koudere trans-Atlantische lijn en werd daarvoor verbouwd te Fairfield in Glasgow. In 1957 was het schip buiten dienst gesteld en verkocht aan Hamburg Atlantic Line in 1958 die het omdoopte tot SS Hanseatic. De Hanseatic voer voornamelijk op de route tussen Duitsland en New York.

## De ramp
In de ochtend van 7 september 1966 lag het schip in de haven van haven van New York toen er brand uitbrak door een fout in de machinekamer. Er waren al 3 van de 425 passagiers en 500 bemanningsleden aan boord. Alle opvarenden konden worden gered. Doordat de brand zich ongemerkt al twee machinekamers en een passagiersdek in as gelegd had, was het niet rendabel het te herstellen en werd het gesloopt en als schroot verkocht.